# Jon Ekerold
 Jon Ekerold (né le 8 octobre 1946 à Johannesbourg, Afrique du Sud) est un ancien pilote de vitesse moto. Il est l'un des seuls pilotes à être devenu champion du monde sur un châssis privé. Il remporta le championnat du monde 1980 350 cm³ en battant le pilote allemand Anton Mang de l'écurie d'usine de Kawasaki. Il pilotait pour une écurie privée qui utilisait un châssis Bimota avec un moteur de Yamaha TZ 350.

## Résultats en Grand Prix moto
| Année | Catégorie | Classement | Moto          | Victoires |
| ----- | --------- | ---------- | ------------- | --------- |
| 1975  | 350 cm³   | 16e        | Yamaha        | 0         |
| 1976  | 250 cm³   | 15e        | Yamaha        | 0         |
| 1976  | 350 cm³   | 30e        | Yamaha        | 0         |
| 1976  | 500 cm³   | 29e        | Yamaha        | 0         |
| 1977  | 250 cm³   | 9e         | Yamaha        | 1         |
| 1977  | 350 cm³   | 3e         | Yamaha        | 0         |
| 1978  | 250 cm³   | 9e         | Yamaha        | 0         |
| 1978  | 350 cm³   | 4e         | Yamaha        | 0         |
| 1979  | 250 cm³   | 22e        | Yamaha        | 0         |
| 1979  | 350 cm³   | 8e         | Yamaha        | 1         |
| 1980  | 350 cm³   | 1er        | Bimota-Yamaha | 3         |
| 1981  | 350 cm³   | 2d         | Bimota-Yamaha | 2         |
| 1982  | 500 cm³   | 28e        | Cagiva        | 0         |
| 1983  | 500 cm³   | -          | Suzuki        | 0         |